# Slartibartfast
Slartibartfast er en fiktiv person i bøgerne Hitchhiker's Guide to the Galaxy. Slartibartfast har kreeret Norge og har tilmed vundet en pris for det. I filmen af samme navn spilles han af Bill Nighy.